# روبرت نوبل
روبرت نوبل (بالسويدية:Robert Nobel) (‏1829 - 1896) الابن الأكبر للمهندس السويدي عمانوئيل نوبل وشقيق ألفرد نوبل، سافر إلى باكو عام 1873 لعقد صفقة لشراء خشب الجوز لاستخدامه في صناعة البنادق إلا أنه انشغل عن صفقته عندما شاهد آلاف الأطنان من النفط تتفجر من الأرض فقام على الفور باستدعاء شقيقه لودفيغ نوبل واشتريا أرضاً ومصفاة نفط بدائية وأسسا شركة برانوبل النفطية في باكو، ظلت الشركة تعمل في باكو حتى قيام الثورة البلشفية عام 1917م.